# Хобсон, Аллан
Джон Аллан Хобсон (3 июня 1933, Хартфорд, США — 7 июля 2021, Ист-Бёрк, США) — американский психиатр и исследователь сновидений. Известен своими исследованиями фаз быстрого сна. Почетный профессор психиатрии Гарвардской медицинской школы и профессор кафедры психиатрии Медицинского центра Бет Исраэль Диаконисса.

## Биография
Вырос в Хартфорде, штат Коннектикут. В 1955 году получил степень бакалавра гуманитарных наук в Уэслианском университете. Четыре года спустя получил степень доктора медицины в Гарвардской медицинской школе.
В течение следующих двух лет проходил стажировку в больничном центре Бельвью в Нью-Йорке. Затем, в 1960 году, в течение года работал ординатором психиатрии Массачусетского центра психического здоровья в Бостоне. Затем отправился во Францию, где работал специальным научным сотрудником Национального института психического здоровья на кафедре физиологии Лионского университета.
Вернувшись в Соединенные Штаты, вернулся в Массачусетский центр психического здоровья в Бостоне, где работал до 1966 года.
Со временем стал директором лаборатории нейрофизиологии Массачусетского центра психического здоровья.
Получила широкую известность шутка Хобсона: «Единственная известная функция сна — излечивать сонливость».

## Научная деятельность
Хобсон активно участвовал в научных группах по неврологическим исследованиям сна, таких как: Общество нейронаук (Society for Neuroscience), Общество исследований сна, AAAS (Society for Neuroscience, the Society for Sleep Research) и Международная ассоциация по изучению сновидений (IASD), президентом которой он одно время являлся.

### Теории снов
Исследовательской специальностью Хобсона была количественная оценка психических событий и их корреляция с количественными событиями мозга, уделяя особое внимание бодрствованию, сну и сновидениям. Недавняя работа Хобсона выдвигает идею о том, что во время сновидения различные аспекты сознательного разума, первичного сознания и
вторичного сознания вторичного сознания, которые отличаются от единых квалиа, вступают в самореферентное взаимодействие, в котором человек постоянно создает окружающую среду. Таким образом, вторичное сознание выполняет роль окружения сновидения, при этом первичное сознание, обычно не участвующее в самосознании в бодрствующей жизни, становится объектом сознательной идентичности.
Этот процесс происходит по нескольким причинам, но основная из них предлагается как средство редуктивного упрощения и стабилизации идей, усвоенных в бодрствующем сознании, до менее сложных в вычислительном отношении, для улучшения общей стабильности системы и уменьшения вычислительной энтропии или свободной энергии. Хобсон и Фристон предложили, что свободная энергия коррелирует со способностью организма испытывать шок или удивление. Таким образом, для людей процесс ежедневного обучения становится неустойчивым без соответствующего процесса, позволяющего вернуться к нейропластическому усложнению.
С 2009 года разрабатывает свою теорию «протосознания». Согласно этой теории, сновидения являются наиболее доступным представителем первичного или протосознания. Последнее представляет собой относительно более примитивную стадию сознания, которая развивается раньше как в эволюционном, так и в онтологическом плане. В «Психодинамической неврологии» (2015) он обсуждал малоизученную, но решающую роль, которую протосознание играет в наблюдении и организации сложного развития человека, от зиготы до плода, на протяжении внутриутробного развития и после родов, и проводит параллели с аналогичными фазами развития у животных, таких как кошки.

### Интерпретация снов
Хобсон критически относился к идее о том, что сны имеют глубокий, нефизиологический или скрытый смысл, называя такие понятия «мистикой толкования снов с печеньем с предсказаниями». При этом он критиковал теорию Фрейда и написал много работ, подтверждающих идею о том, что сновидения могут содержать аналитически полезную информацию, но не психоаналитически полезную информацию во фрейдистском смысле этого слова.
Хобсон утверждал, что сны не требуют специальной подготовки для расшифровки и, конечно же, не зашифровываются, чтобы скрыть их смысл. Вместо этого, как мы можем наблюдать из отчетов о сновидениях, во время быстрого сна именно эмоциональная значимость играет главную роль, а кажущиеся причудливыми связи, установленные внутри и между сценами сновидения, пытаются раскрыть, а не замаскировать тот или иной тип эмоциональной значимости. Тем не менее, сны могут быть чрезвычайно полезны для понимания нашего психологического состояния, если мы основываем свои интерпретации на точных науках о том, как сны работают на физиологическом уровне. В этом смысле эмоции и чувства, испытываемые во сне, можно рассматривать как «лучшую попытку» мозга передать информацию самому себе в раздробленном состоянии сознания, как средство подготовки к бодрствующему сознанию на следующий день.
По мнению Хобсона, исследуя эти эмоции в комплексном состоянии бодрствования, можно будет понять, к чему готовился наш мозг и почему.

## Награды и достижения
- Член Медицинского общества Бойлстона (Boylston Medical Society)[6];
- Золотая медаль Бенджамина Раша за лучший научный экспонат[6];
- Почетный член Американской психиатрической ассоциации с 1978 года[6];
- Лауреат Премии выдающегося ученого Общества исследования сна, 1998 год[6].

## Книги
Ниже приводится список книг, написанных Хобсоном лично или в соавторстве по состоянию на июль 2021 г.:
- 1988, The Dreaming Brain. Basic Books.
- 1989, Abnormal States of Brain and Mind [Co-edited with Paul Adelman]. Birkhäuser Verlag.
- 1989, Sleep (Scientific American Library Series). W. H. Freeman & Co.
- 1992, Sleep and Dreams. (Carolina Biology Readers Series). Carolina Biological Supply Co. [16 pages].
- 1994, The Chemistry of Conscious States: How The Brain Changes Its Mind. Little, Brown & Co.
- 1999, Consciousness (Scientific American Library Series). W. H. Freeman & Co.
- 1999, Dreaming As Delirium: How the Brain Goes Out of Its Mind [This book a reprint of The Chemistry of Conscious States, originally published in 1994 (see above)]. MIT Press.
- 2000, The Conscious Exploration of Dreaming: Discovering How We Create and Control Our Dreams [Co-authored with Janice E Brooks and Jay Vogelsong]. AuthorHouse.
- 2001, Dream Drugstore: Chemically Altered States of Consciousness. Bradford Books.
- 2002, Dreaming: An Introduction to the Science of Sleep. Oxford University Press.
- 2002, Out of Its Mind: Psychiatry in Crisis, a Call for Reform [Co-authored with Jonathan A. Leonard]. Basic Books.
- 2005, 13 Dreams Freud Never Had. Pi Press.
- 2005, From Angels to Neurones: Art and the New Science of Dreaming. Mattioli.
- 2005, Dreaming: A Very Short Introduction. Oxford University Press.
- 2011, Dream Life: An Experimental Memoir. MIT Press.
- 2012, Creativity, [Illustration by Sofia Areal]. ISPA University Press.[17]
- 2014, Ego Damage and Repair: Toward a Psychodynamic Neurology. Karnac Books.
- 2014, Dream consciousness: Allan Hobson’s new approach to the brain and its mind [Edited by Nicholas Tranquillo]. Springer.
- 2015, Psychodynamic Neurology: Dreams, Consciousness, and Virtual Reality. CRC Press.
- 2018, Conscious States: Waking, Sleeping, and Dreaming. CreateSpace.
- 2018, Dreaming as Virtual Reality. Kindle Direct Publishing.
- 2021, Godbrain. Kindle Direct Publishing.
- 2021, Dream Self. Manuscript in preparation.